# Prionospio paucipinnulata
Prionospio paucipinnulata är en ringmaskart som beskrevs av Blake och Kudenov 1978. Prionospio paucipinnulata ingår i släktet Prionospio och familjen Spionidae. Inga underarter finns listade i Catalogue of Life.